# Direzione distrettuale antimafia
La direzione distrettuale antimafia (DDA, informalmente "procura distrettuale antimafia") è una sezione istituita nelle procure presso i tribunali sede di Corte d'appello, competenti a svolgere le indagini relative a delitti di criminalità organizzata. Nell'ordinamento della Repubblica Italiana è l'organo delle procure della Repubblica presso i tribunali dei capoluoghi dei 26 distretti di Corte d'appello, a cui viene demandata la competenza sui procedimenti relativi ai reati di stampo mafioso e terroristico.
Le procure distrettuali antimafia sono coordinate a livello nazionale dalla Direzione nazionale antimafia e antiterrorismo (DNAA), a sua volta incardinata nella procura generale presso la Corte suprema di cassazione.

## Storia
Prima dell'istituzione il collegamento delle indagini, già previsto dal codice di procedura penale italiano era però nella pratica affidato alla discrezionalità delle procure. Il magistrato Giovanni Falcone sollevò il problema di comunicazione tra le procure e contribuì in modo significativo alla costituzione dell'attuale sistema investigativo antimafia.
All'inizio degli anni 1990 con l'emanazione del decreto legge 20 novembre 1991 n. 367, convertito con modificazioni in legge 20 gennaio 1992 n. 8, in materia di coordinamento delle indagini nei procedimenti per reati di criminalità organizzata, si istituì la figura del procuratore nazionale antimafia e, all'art. 5, la direzione distrettuale antimafia.

## Compiti
L'articolo 51, comma 3-bis, del codice di procedura penale riserva alla procura della Repubblica presso il tribunale ordinario del capoluogo del distretto la competenza per una serie di reati correlati alla criminalità organizzata di stampo mafioso. A questo scopo il procuratore della Repubblica (cd. procuratore distrettuale) costituisce, nell'ambito del suo ufficio, una direzione distrettuale antimafia (DDA), dove sono attribuite funzioni di PM in primo grado (indagini preliminari e esercizio azione penale) in relazione ai delitti, consumati o tentati, inerenti ai reati suddetti, e cioè di associazione di tipo mafioso, sequestro di persona a scopo di estorsione commessi avvalendosi delle condizioni o per agevolare l'attività dell'associazione mafiosa, di associazione finalizzata al traffico di stupefacenti o finalizzata al contrabbando di tabacchi lavorati esteri, associazione per delinquere finalizzata alla riduzione in schiavitù, alla tratta delle persone, all'acquisto o all'alienazione di schiavi, delitti con finalità di terrorismo.
Alla direzione distrettuale antimafia è preposto il procuratore distrettuale o un magistrato da lui delegato, designato nel qual caso come procuratore aggiunto. Salvo che nell'ipotesi di prima costituzione, il procuratore distrettuale, sentito il procuratore nazionale antimafia, designa i magistrati che devono far parte (per un minimo di due e un massimo di otto anni) della direzione distrettuale antimafia, esclusi, comunque, gli uditori giudiziari.
Le direzioni distrettuali antimafia sono coordinate a livello nazionale dalla Direzione nazionale antimafia (DNA), che esercita poteri di sorveglianza, controllo e avocazione. In generale l'art 371 cpp stabilisce per tutti i procedimenti connessi o probatoriamente collegati l'obbligo per gli uffici del PM di coordinarsi, quindi di scambiarsi gli atti, le informazioni, e le direttive impartite dalla procura alla polizia giudiziaria. Per la natura del reato di stampo mafioso il coordinamento tra le DDA è particolarmente richiesto e agevolato, e qualora non dovesse aver luogo la DNA può applicare la sanzione di avocazione delle indagini.